# Arthur Fauser

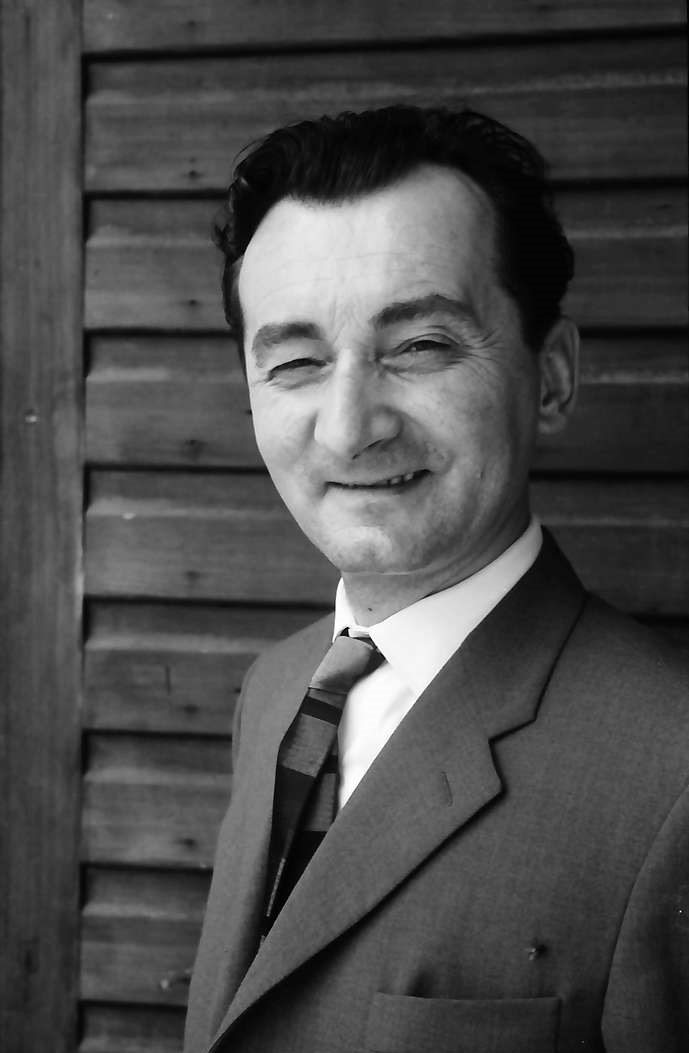
Arthur Fauser, 1959

Arthur Fauser (* 26. Mai 1911 in Kollnau (Südbaden); † 21. September 1990 in Frankfurt am Main) war ein deutscher Bildender Künstler. Er beeinflusste mit seinen Werken die moderne Kunst vor allem nach 1945. Er war der Vater des Schriftstellers Jörg Fauser (1944–1987).

## Leben
Arthur Fauser wurde 1911 geboren im Haus der Großeltern väterlicherseits, des Schmieds Christian Fauser und seiner Frau Therese. Im selben Jahr erfolgte Umzug zu den Eltern der Mutter nach Reutlingen. 1918 starb der Vater, die Mutter heiratete 1921 zum zweiten Mal. Während des Besuchs der Oberrealschule 1921–1927 begann Fauser mit dem Malen, gefördert durch den Zeichenlehrer Walter Ast. 
Nach der Mittleren Reife verbrachte er drei Monate als Lehrling bei einem Malermeister, anschließend folgte bis 1929 eine Banklehre bei der „Deutsche Bank“-Filiale in Reutlingen. 1929 wurde Fauser Mitarbeiter in gebrauchsgrafischen Ateliers (HAP Grieshaber, Fromann). Im Jahr 1930 hielt sich Fauser in Locarno auf, arbeitete als Anstreicher und erledigte grafische Aufträge. Daneben stellte er schriftstellerische Versuche an (Komödie Die Socken des Herrn Mussolini.). Es folgte die Ausweisung aus der Schweiz wegen unerwünschter politischer Tätigkeit, so dass Fauser nach Reutlingen zurückkehren musste.
Nach der Machtergreifung der NSDAP erhielt Fauser 1933 Ausstellungsverbot. 1934 verbrachte er die Zeit von März bis August in Zürich und betätigte sich in antifaschistischen Organisationen. Danach ging er für eine längere Zeit nach Genua, wurde aber schließlich als obdachloser Landstreicher abgeschoben. In Bellinzona wurde er im Polizeigefängnis inhaftiert, danach nach Basel ins Untersuchungsgefängnis überführt. Nach der Ausweisung nach Deutschland tippelte er nach Norden und wurde in Frankfurt am Main durch einen Brief seines ehemaligen Arbeitgebers Grieshaber nach Reutlingen zurückgerufen. 
Von 1935 bis 1936 hatte Fauser einen Lehrvertrag als Xylograph in der Klischeeanstalt Sautter. Mit Grieshaber war er künstlerischer Berater für Gebrauchsgrafik. In dieser Zeit erfolgte auch die Gründung des Verlags „Marienkirche Reutlingen“. Fauser machte photographische Aufnahmen der Reutlinger Marienkirche für ein geplantes Buch und setze die schriftstellerischen Versuche fort mit den Theaterstücken Wanda, Tyll und Leonien. Aus politischen Gründen wurde jedoch ein weiterer Verbleib in Reutlingen unmöglich.
Anfang Mai 1937 ging Fauser nach Berlin und wurde Karteiführer bei der „Reichsstelle für Getreide, Futtermittel und sonstige Landwirtschaftliche Erzeugnisse“. Mit Günther Weisenborn, Ernst Brasch, Aribert Moog und anderen gründete er das Kabarett „Die Dachluke“, das 1938 nach zehn Aufführungen verboten wurde. Im Mai 1939 kam er nach Frankfurt und schrieb Beiträge für Theaterprogramme. 
Nach Kriegsbeginn wurde Fauser 1940 Soldat und wurde in Belgien, Frankreich, Finnland (wo er verwundet wurde) und Holland eingesetzt. Am Kriegsende geriet er in Kriegsgefangenschaft. Während der Zeit in der Genesungskompanie im Dezember 1941 hatte Fauser die Schauspielerin Maria Razum geheiratet, die am 16. Juli 1944 den Sohn Jörg Fauser gebar. 
Obwohl sie an verschiedene Orte ausgelagert waren, gingen sämtliche von Fauser vor 1933 gemalten Bilder, Pastelle, Holzschnitte, Zeichnungen und Manuskripte sowie die vor den Nazis versteckten Bücher – Werke von Lenin, Engels, George Grosz, verschiedenen Expressionisten usw. – durch Bomben und Plünderungen verloren.
Fauser wurde 1946 Dramaturg bei der Rhein-Mainischen Landesbühne in Frankfurt, er begann 1947 wieder mit dem Malen. In diese Zeit fällt seine Bekanntschaft mit Gordon W. Gilkey. Zwischen 1948 und 1952 schrieb Fauser Hörspiele und andere Beiträge für den Hessischen Rundfunk.  1953 wurde erstmals eine Komödie Fausers in Hamburg aufgeführt. Seither war er ausschließlich als Maler tätig. Von Februar bis Oktober 1958 verbrachte er in der Villa Massimo in Rom.
Die Berufung als Leiter und Professor einer Fachklasse für freie Malerei (Nachfolge Hermann Sohn) an die Staatliche Akademie der Bildenden Künste Stuttgart 1961 blieb wegen Differenzen mit dem Rektor über Ausbildungsfragen eine Episode, Fauser verzichtete „nach ein paar Wochen“ auf ein weiteres Verbleiben. Seit 1960 hatte er regelmäßig längere Aufenthalte in Frankreich, Italien und Jugoslawien. Arthur Fauser verschied 1990.

## Werk
Nach dem Krieg arbeitete Fauser zunächst mit schwarzweißen Holzschnitten und farbigen, teils abstrakten Lithographien. Später wurde neben Aquarell und Ölmalerei die Radierung zu seiner bevorzugten Ausdrucksform.
Zu seinen Lebzeiten wurden Fausers Werke in etwa 40 Einzel- sowie in Gruppenausstellungen auch international gezeigt.
Seine Arbeiten befinden sich in privaten Sammlungen und in Museen des In- und Auslandes (u. a. Städtische Galerie Frankfurt, Deutsche Bundesbank Frankfurt, Portland Museum of Art, The Institute of Art, Dayton, Holocaust Library and Research Center of San Francisco, USA).

## Auszeichnungen
- 1950: Blevin-Davis-Preis, München
- 1956: Kunstpreis der Stadt Darmstadt
- 1958: Rom-Stipendium, Deutsche Akademie Villa Massimo
- 1959: Hans-Thoma-Staatsgedenkpreis des Landes Baden-Württemberg